# آن صوفي
آن صوفي (بالألمانية: Ann Sophie Dürmeyer)‏ هي موسيقية ومغنية ومغنية مؤلفة ألمانية، ولدت في 1 سبتمبر 1990 في لندن في المملكة المتحدة.

## وصلات خارجية
- آن صوفي على موقع IMDb (الإنجليزية)
- آن صوفي على موقع ميوزك برينز (الإنجليزية)
- آن صوفي على موقع أول ميوزيك (الإنجليزية)
- آن صوفي على موقع ديسكوغز (الإنجليزية)